# 梅喧
梅喧（ばいけん）は、2D対戦型格闘ゲーム『GUILTY GEARシリーズ』に登場する架空の人物。

## 設定
- 日本人の末裔で、隻眼・隻腕の男勝りな女剣士。一人称は「俺」。右腕には暗器と攻撃用に改造した義手を付けている。勝気で喧嘩っ早い性分だが腕も相当な物で、闇慈からは「姐さん」と呼ばれ慕われている。
- 白黒はっきりさせなければ気が済まない性分だが、相手に筋が通ると判ればそれを認める度量もある。そのせいか、ラウンド開始時のセリフでは相手ごとに違う啖呵を切る。後述の理由で「あの男」への強い憎悪に捕らわれており、他のキャラから敗北した際、その歪んだ心理を指摘されることが多い。
- 『GUILTY GEAR』（以下『GG』）では隠しボスとして登場。ソルかカイを使用し、ジャスティスまでノーミスでクリアすると出現する。これを倒すか、隠しコマンドを入力するとプレイヤーとしての使用が可能となる。『GGX』以降はデフォルトキャラクターに昇格した。
- 後頭部で束ねたピンク色の髪、白と黒を基調にした和服が外見上の特徴。プレイアブルキャラクターとして再登場した『XrdR2』では、眼帯とケープを身に着けるなどコスチュームデザインが一部変更。髪型にも若干変化があり、獣の耳のように尖った箇所が加わった。
- 『ギルティギアXTRA』において、育ての親にあたる老人がいる。

## ストーリー
※『GG』ではテスタメント・ジャスティス同様、隠しキャラクターなので、サイドストーリーは用意されていない。
幼い頃、ギアによって家族や友達を殺され、自身も左目と右腕を奪われる。その時ギアと共にいた「あの男」を見て復讐を決意。女であることを捨て、あの男を殺す為に捜し続けている。

## ゲーム中の性能
特徴
空中畳替しと「ガードキャンセル必殺技」を用いた守りが強く、画面端での連続技も強力。
弱点は防御力の低さと通常技のリーチの短さ。
EXキャラクターでは、ガードキャンセル対応の必殺技が通常時にも使えるようになっている。
専用システム：ガードキャンセル必殺技[GGX - XrdRev2]
必殺技解説を参照。

## 技の解説

### 必殺技
畳替し（たたみがえし）[GG - ]（FRC／空中可）
地面を勢いよく踏みつけ、畳を跳ね上げる技。空中版は地面に付くまで消えない。
地上版は連続技、牽制技、空中版は相手の接近を阻む盾、起き攻めの重ねとして使われる。
『ΛC』でヒット効果が、地上版は梅喧側へ吹き飛ぶように、空中版はカウンターヒット時に壁バウンドを誘発するよう変更された。
XrdRev2以降は「畳返し」となっている。
妖斬扇（ようざんせん）[GG - ]（FRC／空中専用 GGのみ地上・空中可）
『GG』では扇を回転させながら上昇しつつ斬り付ける技、『GUILTY GEAR X』（以下『GGX』）では刀を持ちながら回転する技、『GUILTY GEAR XX』（以下『XX』）以降は鉄扇を回転させながら斬る技。
柊（ひいらぎ）[STRIVE]
飛び道具・投げ以外の技を全て受け止め高ダメージの反撃を行う当身技。コマンド成立直後から当身可能。
妖刺陣（ようしじん）[ΛC+R]
低い姿勢から、斜め上に鎖の付いた刃物を伸ばす。「斬凶輅」とは違い地上の相手にも当たる。
カウンターヒット時、相手が大きく浮くので追撃可能。上半身のみ無敵。
過去作にはガードキャンセル版のものも存在する。詳しくは後述。
鎌鼬（かまいたち）[GG]
前方に鎖の付いた鉤爪を伸ばす技。ヒット時は相手を引き戻し、斬り付けてダウンを奪う。
三枚畳替し[EX]
『GG』のチャージ技を継承。自分の手前、真ん中、遠い位置に同時に「畳替し」を発生させる技。
リーチが長い、しゃがみガード不能の中段技。
蚊鉤（かばり）[XX - ]
前方に鎖の付いた鉤爪を伸ばす技。発生は遅いもののヒット時は相手を引き戻し、よろけを誘発する。ヒット・ガード・空振りを問わず下記の必殺技に派生できる。
閑割（ひまわり）[XrdRev2]
発生の遅い突進投げ。喰らい中の敵は投げられないが、ガードを固める相手に有効。
鉄斬扇（てつざんせん）[XX - XrdRev2]（FRC）
「蚊鉤」でよろけた相手を斬撃で打ち上げる。追撃可能。
六根削ぎ（ろっこんそぎ）[XrdRev2]
突進技。「蚊鉤」通常ヒットからコンボ可能。
追加攻撃 [STRIVE]
「六根削ぎ」と同一モーションの必殺技。長押しで相手の背後に回り込む事も可能。
爵走（すずらん）[GGX - XrdRev2]
刀を構えながら突進する技。攻撃判定は無く、立ちガード可能な技を受け止めることが出来る。
亞坐身（あざみ）[XrdRev2]
相手の攻撃を受け止める特殊なガード。中段亞坐身と下段亞坐身が存在し、それぞれに対応した攻撃＋上段攻撃をガードできる。空中亞坐身は投げ以外のすべての攻撃をガード可能。
専用システム：ガードキャンセル必殺技[GGX - XrdRev2]
「爵走」・「亞坐身」および『ΛC』シリーズまではガード状態からもキャンセル可能な反撃技。システム自体は必殺技ではないものの、派生先が多いためこちらに記載。
斬凶輅（ざくろ）[GGX、ΛC+R]
斜め上に花びらのように刃の付いた刃物を回転させる。
打点が高いため、食らい判定が高い位置にある一部の地上技、空中の相手にのみ決まる。
妖刺陣（ようしじん）[XX - ΛC PLUS]
前述した「妖刺陣」のガードキャンセル版。
口無（くちなし）[XrdRev2]
発生の速い昇龍拳。膝上無敵と威力が優秀なものの、ガードされると反撃は必至。
回り込み[GGX - XrdRev2]（FRC）
打撃無敵状態で短い距離を移動する技。接触判定がないため、近距離では相手の後ろに回り込む。
裂羅（さくら）[GGX - XrdRev2]（FRC）
相手に背を向けた後、逆手に持った刀で突く技。長い無敵時間を持つ。
『GUILTY GEAR XX SLASH』まではヒット時にダウンを奪うが、『ΛC』でよろけを誘発するように。
邑煉（おうれん）[ΛC]
斜め前方へ跳び上がり背面から相手を斬りつける技。
遠距離で飛び道具にガードキャンセルした場合など、相手の背面に移動できなかった場合は斬撃が発生せず着地する。
また、移動距離が回り込みより長く、画面端に追い詰められた状況からの脱出手段としても用いられる。
六根削ぎ（ろっこんそぎ）[XrdRev2]
突進技。蚊鉤派生のものより威力に優れる。
夜叉刀（やしゃがたな）[XrdRev2]
火砲を放つ。発生は遅いものの硬直差に優れるため、固めや遠距離からの牽制に最適。
鍔氣（つばき）[XrdRev2]
空中で横方向に斬り払う打撃技。威力と発生に優れている。
鬼経（ききょう）[XrdRev2]
空中で下方向に刀を下ろす打撃技。下方向に強いが硬直は長い。
縛[GGX - ΛC]
覚醒必殺技解説を参照。
滅度 九正道[XrdRev2]
覚醒必殺技解説を参照。

### フォースブレイク
縛・桜 / 月 / 鶴[ΛC]
覚醒必殺技解説を参照。

### 覚醒必殺技
連ね三途渡し[GG - ]
移動しながら「天地人」の掛け声と共に3回斬りつける技。出始めに無敵時間があるので切り返しなどに使用。
GGでは移動せずに繰り出す、ガード不能攻撃（連ね三途渡り）。
縛・亀 / 麟 / 龍 / 鳳[GGX - #RELOAD]
「縛」という文字の衝撃波を短い射程に放つ。相手に一定時間状態異常が起こる。
「亀」はジャンプ不可、「麟」は必殺技不可（ただし闇慈の「紅」は通常技扱いのため封印できない）、「龍」は攻撃力低下、「鳳」は防御力低下の効果。
縛・桜 / 月 / 鶴[SLASH]
『SLASH』より文字とヒット時の状態異常が変更され、追加攻撃を行わない場合はヒット効果がよろけとなった。
「桜」はダッシュ及びジャンプ不可、「月」は全攻撃がカウンターヒット扱い、「鶴」は攻撃を当てるまで相手のガード及びフォルトレスディフェンス不可（サイクバーストでは解除されない）。
追加攻撃に派生可能。P・K・S・HS・Dの5種類が存在し、相手はそれぞれの攻撃に対応したボタンが使用不能になる。
ΛCよりフォースブレイクとなる。
それに伴い、ΛCからは「縛（ゲージ25%消費）→ボタン入力1回目で状態異常決定→ボタン入力2回目で追加攻撃（更に25%消費）」と構成が変更された。
滅度 九正道[XrdRev2]
鎖を投げて突進するガードキャンセル必殺技。威力と無敵時間に優れている。
拳銃[STRIVE]
ガードブレイク付きの強力な飛び道具を放つ。他のほぼ全ての飛び道具を打ち消し、一定距離または敵との接触で爆発。最大射程と爆発範囲だけで画面端まで届くほど攻撃範囲が広い。
殺陣瞬幕（たてしゅんまく）[EX]
突進し、相手とすれ違うと円い窓から秋の庭園を思わせる背景が登場。刀を納めた瞬間相手から血飛沫が飛び散る投げ扱いの覚醒必殺技。

### 一撃必殺技
殺陣瞬幕（たてしゅんまく）[GG]
突進し、相手をすれ違い様に切り捨てる一撃必殺技。円い窓から秋の庭園を思わせる背景が登場し、刀を納めた瞬間相手から血飛沫が飛び散るなどの演出がある。
画竜点睛（がりょうてんせい）[GGX - XrdRev2]
「殺陣瞬幕」と同質の一撃必殺技。技の成功時に日本情緒溢れる古風な館に背景が切り替わり、障子が閉じられるなどの演出がある。
『Xrd Rev2』では背景など演出自体は『X』とほぼ同じたが、一撃必殺技のBGMに三味線のアレンジが加わっている。

## テーマミュージック
- Momentary Life（GG - ）
- 六文 -ROKUMON-（Xrd REV2）
- Mirror of the World（GGST）

## ステージ
- 城下町の一角（GG）
- COLONY（GGX - ）
  - 但し『GUILTY GEAR ISUKA』では、グラフィックが異なる。
- Seventh Heaven District（STRIVE）

## 担当声優
- こおろぎさとみ（『GG』）
- 須藤みほ（『GGX』 - 『JUDGMENT』）
- 米本千珠（『ΛC』）
- 浅野まゆみ（『Xrd REVELATOR』、『SAMURAI SPIRITS』[1]、『STRIVE』）

## その他
- 西洋的なイメージのキャラクターが多い中にあって、純和風のキャラを作るというコンセプトで生まれたキャラクターである。
- 初期案では男性であった[2]が、後に女性に変更された。
- ダウンロードコンテンツとして、『SAMURAI SPIRITS』にゲスト参戦している[1]。

## 参考資料
- 「ギルティギアゼクス ドラフティングアートワークス」 エンターブレイン、2001年 ISBN 978-4757703018
- 「ギルティギア 10th メモリアルブック」 エンターブレイン、2009年